# Ryan Sample
Ryan Sample (Manteno, 3 ottobre 1994) è un giocatore di football americano statunitense, che gioca come quarterback..
Dopo aver giocato per 3 diverse squadre di college è passato in Europa, prima ai tedeschi Elmshorn Fighting Pirates, poi ai cechi Prague Black Panthers (coi quali non ha potuto disputare il campionato a causa della pandemia di COVID-19), successivamente ai finlandesi Helsinki Wolverines e di nuovo ai Black Panthers (nel campionato austriaco).